# Грапела (Форли-Чезена)
Грапела (итал. Grappella) је насеље у Италији у округу Форли-Чезена, региону Емилија-Ромања.
Према процени из 2011. у насељу је живело 19 становника. Насеље се налази на надморској висини од 26 м.